# Babzsizsik
A babzsizsik (Acanthoscelides obtectus) a rovarok (Insecta) osztályának bogarak (Coleoptera) rendjébe, ezen belül a mindenevő bogarak (Polyphaga) alrendjébe és a levélbogárfélék (Chrysomelidae) családjába tartozó faj.

## Előfordulása
A babzsizsik világszerte előforduló kártevő és inváziós faj. Őshazája a trópusi Amerika volt, onnan terjedt el úgyszólván minden olyan országban, ahol az éghajlati viszonyok a szabadföldi fejlődését, a terménytárolási szokások pedig az áttelelését lehetővé teszik. Megfelelően magas téli középhőmérsékletű vidékeken szabadban, a betakarításkor kipergett, fertőzött babszemekben is képes áttelelni. Imágója és lárvája egyaránt károsít, de a nagyobb kárt a lárva okozza.

## Megjelenése
A kifejlett bogár, azaz az imágó 2-5 milliméter hosszú, teste körte alakú, zömök felépítésű; jobbára barnásfekete, de a szárnyfedők végénél vöröses színű. Hátoldalát finom szőrök fedik, a fej és a nyakpajzs is szőrözött. Lárvája 3-4 milliméteresre nő meg, az ormányosbogár-félék lárvájára emlékeztető, kukac formájú. Mivel az imágó jól repül, szülőhelyétől eléggé messzire is elkerülhet.

## Életmódja
A babzsizsiket fejlődése és táplálkozása a hüvelyes (Fabales) magvakhoz köti, bár szakirodalmi adatok szerint cirokban és kukoricában is megél. Kedvenc tápnövénye a bab (Phaseolus vulgaris), de észlelték lóbabban, szójában, borsóban, lencsében, csicseriborsóban, lednekben, bükkönyben, csillagfürtben és tehénborsóban is. Egy-egy babszemben akár tíz lárva is elélhet, s a szitává lyuggatott, magban a héj alatt, az imágók kirepülése után csak rágcsálék és ürülék marad.

## Szaporodása

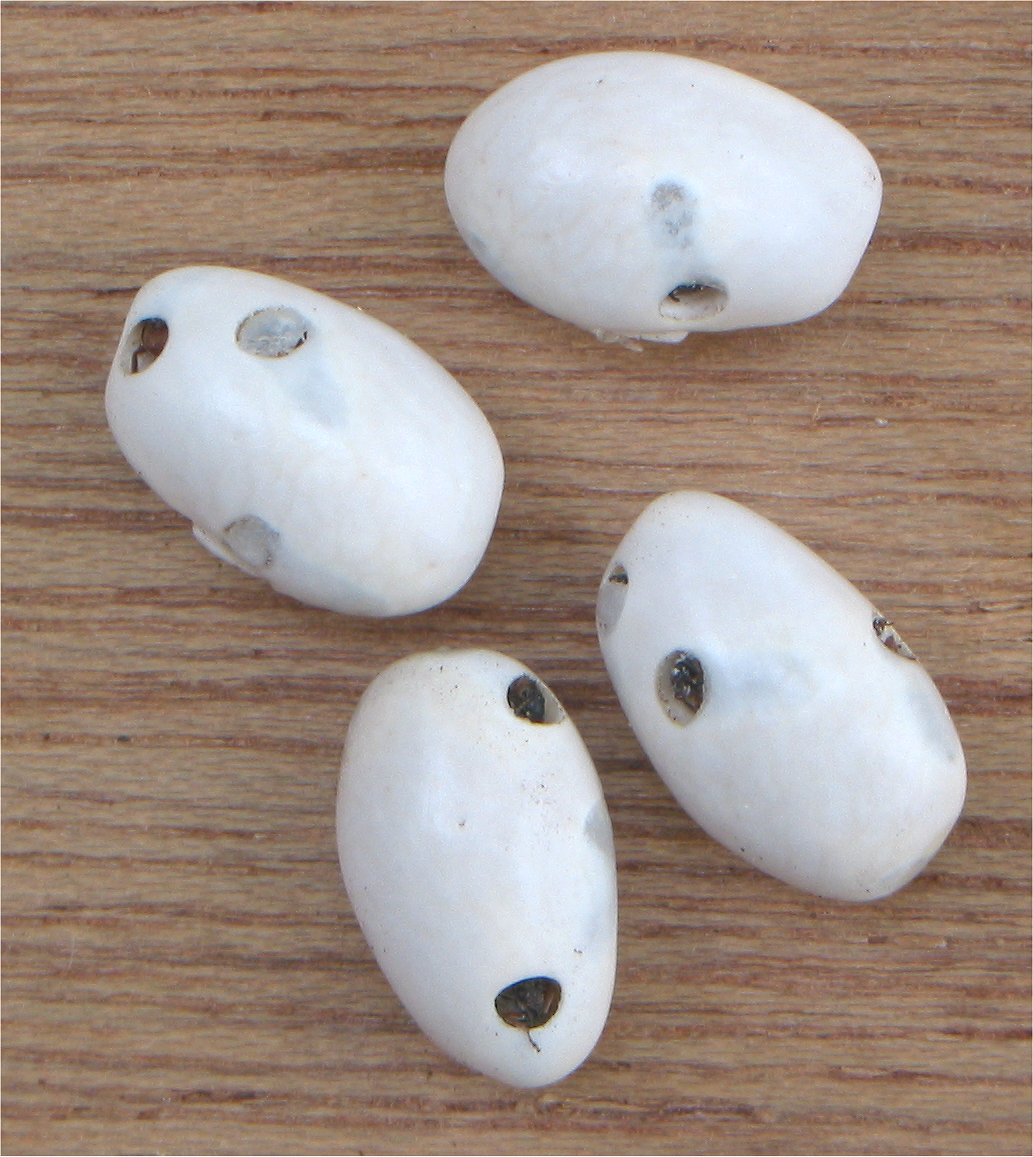
Fertőzött babszemek

A nőstény a petéit a szemekre rakja, vagy azok közvetlen közelében a csomagolóanyagon helyezi el. Az embrionális fejlődés néhány hétig tart, ezután a petéből kikelő lárva berágja magát a magba. Egyetlen nyíláson át több példány is behatolhat. A lárvák fejlődése kettő-hat hétig tart; ezalatt a babszem ürege bábkamrává szélesedik ki, és a báb annak belsejében, a lárva váladékából készített vékony burokban foglal helyet. A bábállapot 1-3 hétig tart, majd az imágó kikel, s a röpnyíláson keresztül elhagyja a magot. Magyarországon fejlődése nyáron 30-40, tavasszal és ősszel 50-60 napig tart. A szoba hőmérsékleten tárolt hüvelyesekben egész éven keresztül szaporodik.

## Védekezés ellene
Rejtett életmódjuk miatt csak véletlenül fedezhetjük fel a babzsizsikeket; akkor, amikor a babot vagy más hüvelyesek szárított magvait (borsó (Pisum sativum), főzeléklencse (Lens culinaris)) akarjuk felhasználni. A belülről megrágott, de még látszólag ép magvak is könnyebbek az ép szemeknél, ezért áztatáskor, mosáskor a víz felszínére úsznak. Az ilyen gyanús szemeket minden vizsgálódás nélkül célszerű megsemmisíteni, mert a fertőzött mag fogyasztásra, takarmányozásra és vetésre is alkalmatlan.
Háztartásokban a legegyszerűbb védekezés, ha a betakarított szárazbabot, borsót 1-2 napra fagyasztóládába helyezzük, a zsizsiklárvák fagyra érzékenyek és elpusztulnak.
Ami után a fertőzött magokat megsemmisítettük, a lárvákat kifagyasztottuk,  az újabb fertőzés megelőzése érdekében célszerű a hüvelyeseket valamilyen zárt edényben, például légáteresztő gézzel vagy vászonnal lekötött befőttesüvegben tárolni.
Magyarországon a babzsizsik régebben karantén kártevőnek számított, később átsorolták a veszélyes károsítók listájára.